# Cerotelion humeralis
Cerotelion humeralis är en tvåvingeart som först beskrevs av Zetterstedt 1850.  Cerotelion humeralis ingår i släktet Cerotelion och familjen platthornsmyggor. Inga underarter finns listade i Catalogue of Life.